# 産学協同ドラマ
産学協同ドラマ（さんがくきょうどうドラマ）は、2003年から2012年まで制作されていた大阪芸術大学とテレビ局の産学協同によるテレビドラマシリーズ。2008年度まではKBS京都・サンテレビ・テレビ神奈川（tvk）の3局との共同制作で毎年10月 - 12月期に放送。2009年度は朝日放送との共同制作になり、年度内に撮影などを行い、次年度（2009年度は2010年5月）に放送された。2012年には奈良テレビとの共同制作で2年ぶりの放送が行われた。

## 概要
このドラマシリーズは、2003年に、KBS京都・サンテレビ・テレビ神奈川の独立UHF局3局と、大阪芸術大学が組んだ産学連携企画としてはじまった。これは、当時KBS京都の番組審議委員長と大阪芸術大学の教授を務めていた映画監督の中島貞夫の構想によるものである。第1作は中島が同大大学院で助手を務めていた北條俊正との会話で作品の構想を披露されたことがきっかけで企画された。中島は第5作までの監修を、北條は第4作までの監督を務めている。
大阪芸術大学にとっては、ドラマ制作は学生の実習としての機能も担い、さらに複数の放送局で大学名が流れる為に、大学のPRにつながっている。放送局側にとっては、大阪芸術大学に制作を全面的に委託することで、低予算でのドラマ制作を実現できる。2003年当時、テレビ局と大学が産学協同して番組作りをするのは全国で初の試みだった。一連のドラマでは、放送局側の関与は制作費の負担と表現内容や著作権をチェックする程度にとどめ、実際の制作は大阪芸術大学に全面的に委託する形となっている。
放送局は、2008年の『ブロードキャストASUKA』まではKBS京都・サンテレビ・テレビ神奈川の他に、複数の独立UHF局で放送され、また『ブロードキャストASUKA』では独立UHF局でないフジテレビ系の岡山放送での放送も行われた。2010年の『風に向って走れ!〜芸大女子駅伝部〜』では、同大が朝日放送社屋の隣にサテライトキャンパスを開設したことがきっかけで、朝日放送との共同制作が行われた。『風に向って走れ!〜芸大女子駅伝部〜』は独立UHF局のサンテレビ、奈良テレビ、テレビ和歌山、千葉テレビでの放送となった。

## 放送作品一覧
KBS京都・サンテレビ・テレビ神奈川との共同制作
- 2003年度：ニトナツ〜恋も仕事も〜（2003年10月 - 12月放送）
- 2004年度：ヒナの魂（2004年10月 - 12月放送）
- 2005年度：探偵オブマイハート（2005年10月 - 12月放送）
- 2006年度：お宝デイズ（2006年10月 - 12月放送）
- 2007年度：愛しのファミーユ（2007年10月 - 12月放送）
- 2008年度：ブロードキャストASUKA（2008年10月 - 12月放送）

朝日放送との共同制作
- 2009年度：風に向って走れ!〜芸大女子駅伝部〜（2010年5月9日・16日・23日・30日放送）

奈良テレビとの共同制作
- 2012年度：スニーカージェネレーション（2012年11月 - 12月放送）